# Angiosperm Phylogeny Website
Angiosperm Phylogeny Website (lub APWeb, APW) – strona internetowa stanowiąca popularne źródło aktualnych informacji taksonomicznych dotyczących roślin okrytonasiennych. Strona umieszczona jest na serwerze Missouri Botanical Garden i jest redagowana przez Petera F. Stevensa, członka Angiosperm Phylogeny Group (jednego z autorów kolejnych wersji systemu klasyfikacyjnego APG I z 1998, APG II z 2003, APG III z 2009 i APG IV z 2016). Taksonomia prezentowana na stronie bazuje na ostatniej wersji systemu, ale jest uaktualniana odpowiednio do rozwoju wiedzy w zakresie filogenezy okrytonasiennych. Strona jest źródłem danych systematycznych także dla niektórych wersji językowych Wikipedii (np. angielskiej, niemieckiej, francuskiej, hiszpańskiej, polskiej).